# Remy en Juliyat
Remy en Juliyat is een Nederlandse jeugdserie, uitgezonden door de AVROTROS. De serie is een moderne variant op Romeo en Julia.
De opnames voor de serie vonden plaats in 2018 in Warmond. De eerste uitzending vond plaats op 6 december 2019.
De serie gaat enerzijds over de 14-jarige Remy die het thuis niet makkelijk heeft. Zijn ouders zijn net gescheiden en hij levert continu strijd met zijn vader Bart, die moet wennen aan zijn rol als alleenstaande ouder. In het kleine dorp Paverdam wordt een oude brandweerkazerne tijdelijk ingeruimd als AZC. Niet alle bewoners zijn daar blij mee en vrezen dat het onveilig wordt op straat. Zijn vader staat vooraan bij de demonstraties. Op hun beurt wantrouwen de bewoners van het AZC juist de dorpelingen en voelen ze zich niet welkom.
Aan de andere kant is er de ook 14 jaar oude Juliyat die een traumatische vlucht uit Syrië achter de rug heeft en met haar opstandige broer Hamza en haar ongelukkige ouders in het AZC terecht komt.

## Verhaal
Remy raakt gefascineerd door Juliyat die al een heel leven achter de rug heeft en gewend is aan tegenslag. Juliyat vindt het juist prettig dat Remy een vrolijke en onbevangen jongen is. Wanneer Juliyat bij de eerste brandoefening die ze meemaakt in paniek raakt, ziet Remy haar en hij ontfermt zich over het meisje. Er is al meteen een klik tussen de twee.
Als zijn opa Jack (zelf een schilder) ziet dat Remy alsmaar tekeningen van Juliyat maakt, moedigt hij hem aan om haar mee uit te vragen. Om te zorgen dat de sfeer thuis goed blijft houdt Juliyat de boot nog af. Maar nadat Juliyat een portret van haar vindt die Remy gemaakt heeft, besluit ze de sprong te wagen en hebben ze hun eerste afspraakje. Steeds proberen de tieners bij elkaar te zijn, eerst openlijk later stiekem. Terwijl zijn vader leuzen schildert op muren en schuttingen en allerlei protestborden neerzet tegen het AZC gebruikt Remy graffiti (met als tag 'Riza', wat betekent "Remy is zeker anders") om een aantal van deze teksten af te dekken.
Op de school heeft lerares Els een 'buddy van ver'-project opgezet. Daarbij wordt een leerling uit de schakelklas gekoppeld aan iemand uit de reguliere klas om de leerlingen kennis met elkaar te laten maken. Remy en Juliyat doen alsof ze door dit project aan elkaar gekoppeld zijn om voor de buitenwereld te verhullen dat ze eigenlijk verliefd zijn.
Als Max zich verspreekt dat Remy een 'buddy' heeft snelt zijn vader naar huis. Daar eist hij, dat Remy onmiddellijk stopt met het buddyproject, maar Remy is niet van plan zich hier iets van aan te trekken. Juliyat (verstopt in een kast) doet dat wel en maakt Remy duidelijk dat ze niet meer met hem om kan gaan. Als Remy zijn hart lucht bij Jack dat ze elkaar niet meer kunnen zien, laat deze een lege ruimte in de schuur zien, waarin ze terecht zouden kunnen.
Remy haalt verhaal bij Max omdat deze hem verraden had bij zijn vader. Max vindt echter dat Remy's vader het recht had om dit te weten. In de lunchpauze ruziet hij met Juliyat wat Hamza ziet en haar wil verdedigen. Een gevecht breekt uit tussen de twee jongens, waarna de leraar Tom ze uit elkaar haalt. Als straf moeten ze daarvoor meedoen met het buddyproject. Max is hier niet blij mee en vraagt zijn vader om iets tegen de asielzoekers te doen. Die wil zich echter niet bemoeien met een schoolgevecht, waarna Max besluit zelf wat te doen: hij gooit een steen met briefje door het raam van het AZC.
Hoewel Juliyat niet met hem wil spreken omdat ze teleurgesteld is in Remy en zijn vader, komt Remy naar het AZC om zich te verontschuldigen dat hij er niets van gezegd had. Hij neemt haar mee naar de schuur bij Jack die hij helemaal ingericht heeft, nu hebben ze een plek om elkaar te zien zonder dat de dorpelingen dat zien.
De moeder van Juliyat vindt dat het dorp ze niet wil hebben en wil verhuizen naar een andere AZC. Ze belt met de crisismanager en maakt een afspraak voor diezelfde middag. Nu ze nog maar een paar uur hebben gaat Juliyat in paniek naar de schuur om met Remy te praten. Ze geloven dat haar moeder alleen te overtuigen is om te blijven, als blijkt dat niet het hele dorp tegen de asielzoekers is. Eerst komen ze alleen op Remy, Pien en Jack, maar wanneer ze praten wat er allemaal op de kerstmarkt gebeurt, zien ze dat iedereen daaraan mee kan doen. Dit brengt ze op een idee.
Als blijkt dat de opbouwploeg van de kerstmarkt een ongeluk heeft gehad en niet meer mee kan doen lijkt het alsof deze niet meer door kan gaan. Nadat verder iedereen de vergadering heeft verlaten stelt Remy aan de organisator voor om de mensen van het AZC te vragen of ze willen helpen. Ze heeft (als eigenares van de snackbar waar Remy ook werkt) ook alleen maar positieve dingen met ze meegemaakt, dus ze is het ermee eens.
Bart wordt gevraagd om de ingegooide ruit in het AZC te repareren. Hij is er niet blij mee, maar het levert wel geld op en neemt Remy mee om te helpen. Om geen argwaan te wekken doen Remy en Juliyat net alsof ze elkaar niet kennen.
Grace en Juliyat gebruiken de invloed van de moeder van Juliyat om de asielzoekers te mobiliseren. En dat blijkt nodig, want er worden zoveel spullen aangevoerd, dat de huidige vrijwilligers het niet meer aan kunnen. Terwijl de kerstmarkt opgebouwd wordt gaan Remy en Juliyat naar hun schuur, maar ze hebben niet in de gaten dat Olivia hun volgt. Die ziet ze zoenen en maakt daar een foto van.
De dag erna is de sfeer in het dorp meteen beter: de jongens van het AZC versieren de tuin van mevrouw Van Sevenaar, Grace eet mee met de familie van Juliyat en bij Remy thuis wordt de grootste kerstboom opgetuigd.
De bom barst echter als Bart naar buiten gaat en overal foto's ziet hangen van Remy, zoenend met Juliyat.
Als Bart (bij het verwijderen van alle posters) Hamza en zijn vriend in de tuin van mevrouw Van Sevenaar ziet staan belt hij anoniem de politie voor "inbraak". De jongens worden meegenomen, maar wanneer blijkt dat mevrouw Van Sevenaar inderdaad wist dat ze de tuin aan het versieren waren krijgen ze een waarschuwing omdat ze als asielzoekers niet mogen werken. Zodra Hamza onder de druk van de ouders bezwijkt en eruit floept dat Juliyat een vriendje heeft, komen haar ouders erachter en wordt haar verboden om nog contact met Remy te hebben. Ook Remy krijgt huisarrest.
Remy vraagt Pien om een boodschap naar Juliyat te brengen zonder dat hun vader het in de gaten heeft. Ze wordt gesnapt bij het AZC, maar Grace neemt haar mee en ze verzinnen een smoes waardoor Pien bij Juliyat kan komen. Daar lukt het Pien om haar een kaartje te geven waarop ze schrijft dat ze de volgende dag al vertrekken. Als Remy dit leest zit er maar één ding op: ze moeten weg. Wanneer hij van de politieagente hoort dat Bart degene was die de valse melding van inbraak had gedaan is hij er helemaal klaar mee: 'Bart is zijn vader niet meer'.
Op weg naar Juliyat neemt Remy nog wraak, hij neemt een vuurpijl mee en steekt de praalwagen op de kerstmarkt daarmee in brand. De brandweer weet het te blussen, maar het hele dorp loopt uit. De vader van Max geeft de asielzoekers meteen de schuld, maar Bart ziet de resten van de vuurpijl in de praalwagen liggen en begrijpt dat Remy het gedaan heeft. Hamza vraagt zich af waar Juliyat is, waarna Grace vertelt dat ze samen met Remy weg is.
De benzine van Remy's brommer raakt op, waardoor ze moeten gaan lopen totdat ze iemand zien staan langs de weg. Ze vragen hem een lift naar "Westzijde", het kunstenaarsdorp. Als ze daar in de buurt komen is de plek lastig te vinden. Even later blijkt ook waarom: het kunstenaarsdorp is verdwenen en veranderd in de bouwplaats voor een nieuwe wijk.
Nu Remy en Juliyat samen weg zijn gaan Bart en de ouders van Juliyat samen praten. Als Nour vraagt waar Remy heen zou gaan als hij zou vluchten komt Bart op een idee en gaan ze samen met Hamza naar Jack. Als hij hun de schuur laat zien en ze inzien dat Remy en Juliyat alleen maar een plek voor zichzelf nodig hadden, komt Hamza ervoor uit dat Juliyat en hij geen ruimte kregen om te leven. Hun moeder was zo beschermend na de dood van haar andere zoon, dat ze niets mochten doen.
Nu het kunstenaarsdorp niet meer bestaat wil Juliat teruggaan. Remy wil echter niet dat ze gaat verhuizen en wil met de bouwers gaan praten. Als Remy weg is belt Juliyat haar broer op, maar voordat ze kan zeggen waar ze zijn is Remy terug en verbreekt hij de verbinding.

## Rolverdeling

### Hoofdrollen
| Acteur                | Personage       | Rol                           |
| --------------------- | --------------- | ----------------------------- |
| Bas Keizer            | Remy Hoekstra   |                               |
| Sonia Khurshid Eijken | Juliyat Al Kadi |                               |
| Cees Geel             | Bart Hoekstra   | vader van Remy                |
| Tess Sleijpen         | Pien Hoekstra   | zusje van Remy                |
| Leyla Çimen           | Nour Al Kadi    | moeder van Juliyat            |
| Aqil Dahhan           | Ahmed Al Kadi   | vader van Juliyat             |
| Bilal Wahib           | Hamza Al Kadi   | broer van Juliyat             |
| Fiona Onyenucheya     | Grace           | vriendin van Juliyat          |
| Nick Geest            | Max             | vriend en klasgenoot van Remy |
| Bas Hoeflaak          |                 | vader van Max                 |
| Sydney Tros           | Olivia          | klasgenote van Remy           |
| Michiel Kerbosch      | Jack            | grootvader van Remy           |

### Bijrollen
| Acteur                | Personage | Rol                                          |
| --------------------- | --------- | -------------------------------------------- |
| Christine van Stralen | Els       | lerares schakelklas                          |
| Davy Eduard King      | Tom       | gymleraar                                    |
| Nyncke Beekhuyzen     |           | politieagente                                |
| Cystine Carreon       | Suzy      | medewerkster snackbar                        |
| Cas Jansen            |           | medewerker COA                               |
| Ferdi Stofmeel        |           | politieagent                                 |
| Juda Goslinga         |           | beveiliger AZC                               |
| Klaas van Kruistum    |           | man van wie Remy en Juliyat een lift krijgen |